# William D. Boies

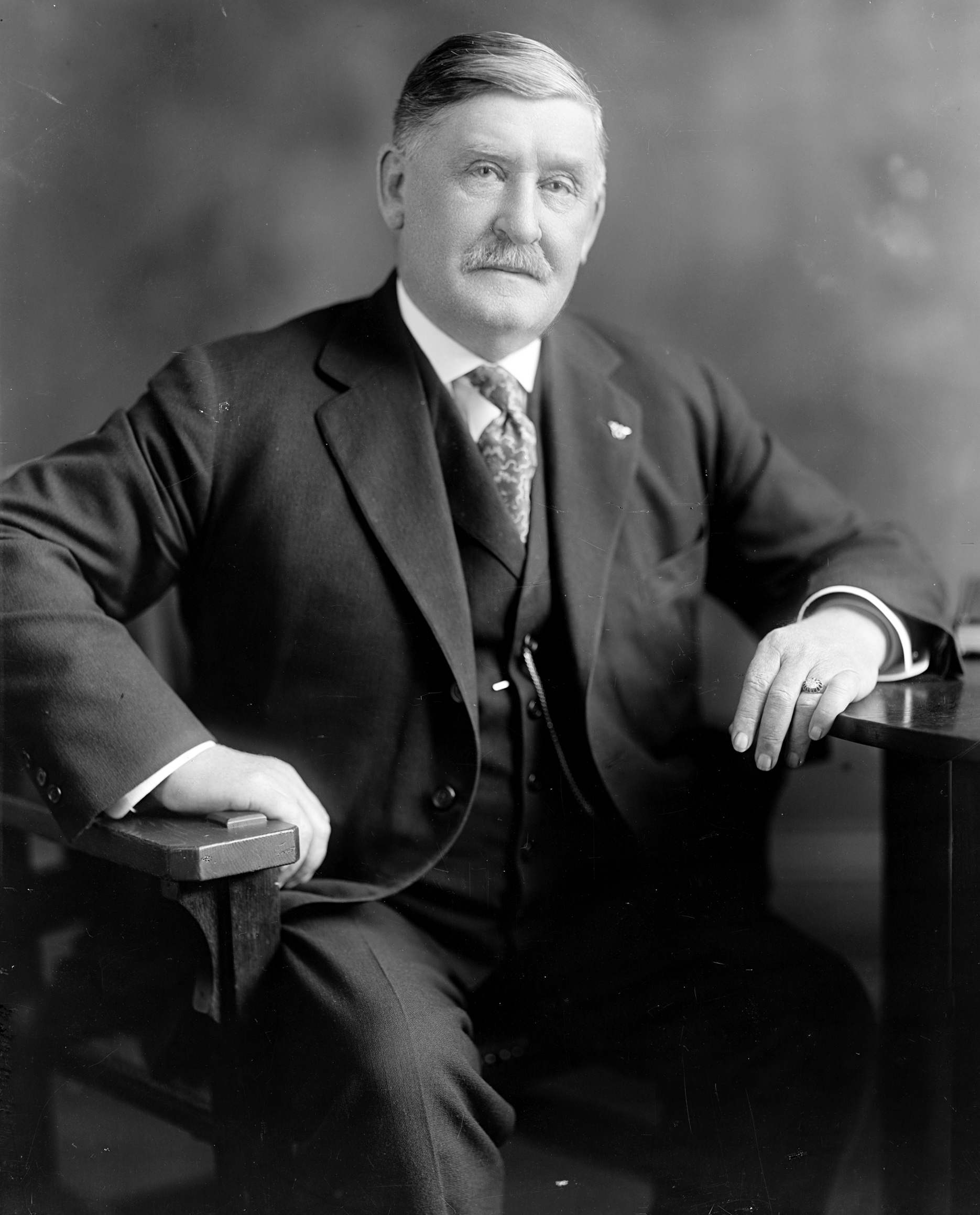
William D. Boies

William Dayton Boies (* 3. Januar 1857 im Boone County, Illinois; † 31. Mai 1932 in Sheldon, Iowa) war ein US-amerikanischer Politiker. Zwischen 1919 und 1929 vertrat er den Bundesstaat Iowa im US-Repräsentantenhaus.

## Werdegang
William Boies wurde auf einer Farm im Boone County in Illinois geboren. Im Jahr 1873 zog er mit seinen Eltern in das Buchanan County in Iowa. Dort und in Belvidere (Illinois) besuchte er die öffentlichen Schulen. Nach einem anschließenden Jurastudium an der University of Iowa in Iowa City und seiner im Jahr 1881 erfolgten Zulassung als Rechtsanwalt begann er in Sanborn (Iowa) in seinem neuen Beruf zu praktizieren. Im Jahr 1887 verlegte er seinen Wohnsitz und seine Praxis nach Sheldon. Zwischen 1900 und 1912 war er dort Mitglied im Schulrat. Zwischen 1913 und 1918 arbeitete Boies als Richter in Iowa.
Politisch war Boies Mitglied der Republikanischen Partei. 1918 wurde er im elften Wahlbezirk von Iowa in das US-Repräsentantenhaus in Washington, D.C. gewählt. Dort trat er am 4. März 1919 die Nachfolge von George Cromwell Scott an. Nach vier Wiederwahlen konnte er bis zum 3. März 1929 fünf zusammenhängende Legislaturperioden im Kongress absolvieren. In dieser Zeit wurden dort der 18. und der 19. Verfassungszusatz beraten und verabschiedet. Dabei ging es um das Prohibitionsgesetz und das Frauenwahlrecht. Im Jahr 1926 war William Boies auch am Amtsenthebungsverfahren gegen George W. English, einen Bundesrichter aus Illinois, beteiligt.
Im Jahr 1928 verzichtete William Boies auf eine erneute Kandidatur. Danach zog er sich aus der Politik zurück. Er starb im Mai 1932 in Sheldon und wurde dort auch beigesetzt.